# یوسوکه کاوای
یوسوکه کاوای (انگلیسی: Yosuke Kawai؛ زادهٔ ۴ اوت ۱۹۸۹) بازیکن فوتبال اهل ژاپن است.
یوسوکه کاوای با ملیت کشور ژاپن، 33 سال سن دارد، قد او 165 سانتی‌متر می‌باشد. یوسوکه کاوای به عنوان هافبک برای تیم خود بازی می‌کند و از پای راست خود به خوبی بهره می‌گیرد .
این بازیکن در حال حاضر با شماره 27 برای تیم فوتبال Fagiano Okayama بازی می‌کند.
آخرین بازی یوسوکه کاوای برای تیم فوتبال Fagiano Okayama مقابل تیم توکیو وردی می‌باشد. این بازی با نتیجه Fagiano Okayama (1 - 2) توکیو وردی به پایان رسید. یوسوکه کاوای در این مسابقه 69 دقیقه بازی کرد.
از باشگاه‌هایی که در آن بازی کرده‌است می‌توان به باشگاه فوتبال شیمیزو اس-پالس اشاره کرد.